# 奧林匹克曲棍球中心 (里約熱內盧)
奧林匹克曲棍球中心是一座位於巴西里約熱內盧德奧多羅的體育場地，此處曾舉辦過2007年泛美運動會的曲棍球項目，2016年夏季奧林匹克運動會的曲棍球項目賽事也於此進行。